# Ultraleichtfluggelände Dingelstedt

i7
i11
i13
Das Ultraleichtfluggelände Dingelstedt liegt im Ortsteil Dingelstedt am Huy der Gemeinde Huy im Landkreis Harz in Sachsen-Anhalt. Der Platzhalter und Betreiber ist der Luftsportverein Dingelstedt am Huy e. V.

## Lage
Das Ultraleichtfluggelände liegt etwa 1,4 km nordwestlich von Dingelstedt am Huy.

## Flugbetrieb
Das Ultraleichtfluggelände besitzt eine Betriebsgenehmigung für Ultraleichtflugzeuge. Es ist mit einer 330 m langen und 20 m breiten Start- und Landebahn aus Gras (Richtung 09/27) ausgestattet. Es dient dem Betrieb mit Luftfahrzeugen des Platzhalters sowie Dritter mit vorheriger Zustimmung des Platzhalters (PPR).

## Geschichte
Das Ultraleichtfluggelände Dingelstedt wurde am 31. August 2000 mit der Salomon, Seehawer, Bögelsack GbR als Platzhalter genehmigt. Die Betriebsaufnahme wurde am 19. September 2000 gestattet. Der Luftsportverein Dingelstedt am Huy e. V. wurde am 10. Mai 2001 gegründet. Er wurde am 9. September 2002 als Platzhalter eingetragen.